# Imogen Heap
Imogen Jennifer Jane Heap (/ˈɪmədʒɨn ˈhiːp/ Havering, Gran Londres, Reino Unido, 9 de diciembre de 1977), es una cantautora y productora musical británica ganadora de un premio Grammy, conocida por su trabajo en el dúo musical Frou Frou y sus cuatro álbumes solistas. El tercero, lanzado en 2009 y llamado Ellipse, fue un éxito en Norteamérica, y fue nominado a dos premios Grammy, ganando la categoría Mejor arreglo de álbum, no clásico. En 2010 recibió el Premio Ivor Novello al Logro Internacional.

## Estilo musical
En su trabajo como solista (incluyendo su colaboración con Frou Frou y Acacia), Imogen Heap reproduce sonidos pop producidos y arreglados por la cantautora incorporando elementos de rock, dance y electrónica. Como invitada y colaboradora, ella ha cantado rock (Jeff Beck), hip-hop (Urban Species) y banda sonora de película.

Me encanta moldear y configurar sonidos. En realidad muchos de los sonidos con los que trabajo empiezan como instrumentos orgánicos - guitarra, piano, clarinete, etc. Pero amo la rigidez de la batería electrónica... Podría grabar el sonido de la batería en vivo y después puedo pasar un día entero editando el sonido para sacarle la vida. Me gusta dedicarle mi propia vida a estos sonidos, y trato de conservar el 'aire' en la música. La gente cree que la música electrónica es fría, pero pienso que tiene que ver más con las personas que la escuchan a la música en sí.
Imogen Heap

Siendo una talentosa multinstrumentista, Imogen Heap extensamente usa sonidos electrónicos manipulados como parte integral de su música. Ella también integra sonidos ambientales en su música (como el sonido de una sartén cocinando comida, en el fondo de su canción "My Secret Friend") y ha comentado que "ciertos sonidos dan a su música un ancho y un espacio, y eso es importante."
Imogen Heap establece que las letras de sus canciones vienen de experiencias personales, pero no son francamente confesionales. Ella ha establecido que "La mayoría del tiempo, las letras de sus canciones son como mi mensaje secreto a mis amigos, a mi novio, a mi mamá, o a mi papá. Nunca les diria que esas canciones son sobre ellos o qué letra específica es sobre alguien. Usualmente, cuando me siento a escribir canciones es en el calor del momento y algo acaba de ocurrir."

## Grabaciones para televisión y películas
Imogen Heap ha grabado varias canciones para películas, incluyendo su versión del éxito "Spooky" del grupo Classics IV para la banda sonora de la película de Reese Witherspoon Just Like Heaven. Su canción "Hide and Seek" apareció en la película The Last Kiss, protagonizada por Zach Braff (quien usó la canción "Let Go" de su antiguo grupo Frou Frou en la película Garden State del 2004), y también fue usada en un episodio del 2007 de Saturday Night Live, conducido por Shia LaBeouf. "The Moment I Said It" también fue usado en el episodio "Seven Seconds (Siete Segundos)" del drama criminal Criminal Minds de la cadena estadounidense CBS.
En el 2004, mientras grababa su segundo álbum como solista, fue encargada para grabar una versión de una canción infantil corta para la serie de televisión de HBO Six Feet Under, titulada "I'm A Lonely Little Petunia (In An Onion Patch)".
A finales del 2005, se le pidió a Imogen Heap que escribiera una canción para la banda sonora de la película The Chronicles of Narnia: The Lion, the Witch and the Wardrobe que fue titulada "Can't Take It In", cuando una canción que su compatriota británica, la cantante Dido, presentó fue considerada impropia. La canción de Imogen Heap es reproducida al final de la película en una versión orquestal producida por Imogen Heap y Harry Gregson Williams, que produjo la banda sonora original de la película. Además, ella compuso una canción para la película Las crónicas de Narnia: el príncipe Caspian, pero fue considerada muy oscura en tono para la película. Sin embargo, fue incluida en su álbum Ellipse como "2-1". "2-1" también apareció en CSI Miami (Temporada 8 Episodio 9), así como fondo para los avances promocionales para la película The Lovely Bones.
En marzo del 2006, Imogen Heap completó una canción sobre langostas titulada "Glittering Cloud" para un CD de música acerca de las plagas de Egipto titulado Plague Songs, acompañando el proyecto The Margate Exodus project, para el director musical Brian Eno.
Imogen Heap grabó una versión a cappella de la canción de Leonard Cohen "Hallelujah", para el final de la tercera temporada del drama The O.C., y su canción "Not Now But Soon" fue incluida en la banda sonora original del programa de televisión de la cadena estadounidense NBC, Héroes.

## Uso de su música
Las canciones de Imogen Heap y Frou Frou han aparecido en varias series de televisión, películas, anuncios y bandas sonoras, notablemente incluyendo CSI, Criminal Minds, The OC, SNL, Garden State y So You Think You Can Dance.
También es notable el uso de partes de su canción "Hide & Seek" en el sencillo de Jason Derülo "Whatcha Say",  que alcanzó la posición #1 en el Hot 100 de Billboard.
El grupo Bluecoats Drum and Bugle Corps usó la canción "Aha" en su producción del 2010 titulada "Metropolis: The Future is Now".
El mixtape del 2001 del rapero Young L, integrante del grupo de hip hop The Pack, 'As I Float: The Great John Nash' hace un uso extensivo de partes de canciones de Imogen Heap en casi todas las pistas de audio.
Apple utilizó la canción Goodnight and Go en demos de novedades de Mac OS X Leopard

## Colaboraciones
Imogen Heap ha colaborado como cantante invitada, coescritora, remixer o productora con varios artistas a lo largo de su carrera. Ejemplos de esto es haber coescrito y producido By The Time para MIKA y Now or Never para Josh Groban. La amplia gama de cantantes con los que ha trabajado Imogen Heap incluyen IAMX, Jeff Beck, Temposhark, LHB, J. Peter Schwalm, Way Out West, Jon Bon Jovi, Mich Gerber, Sean Lennon, Urban Species, Matt Willis, Jon Hopkins, MIKA, Acacia, Britney Spears, Nik Kershaw, Blue October, Joshua Radin, A$AP Rocky, Nitin Sawhney, I Fight Dragons Deadmau5 y Taylor Swift. Por su trabajo como productora con esta última en el álbum 1989 ganó el Grammy al álbum del año.

## Uso de la tecnología
Imogen Heap es una defensora del uso de nuevas tecnologías para interactuar y colaborar con sus fanes. En agosto del 2009 ella uso Vokle, un auditorio en línea, para contestar las preguntas de los oyentes durante el chat de vídeo.
Imogen también se unió con Vokle para sostener audiciones abiertas de violoncelo para su gira por Norteamérica. Ella proporcionó las partituras de la canción “Aha!” en su sitio web y alentó a los aficionados locales a aprender la pieza y audicionar en vivo vía Vokle. Imogen después seleccionaría al violoncelista a acompañarla por esa ciudad en particular - a veces con la ayuda de los espectadores y su león-títere, Harold.
En el 2010 Imogen abrió unas audiciones en línea para cantantes y coros y los invitó a audicionar a presentando sus videos de audición en YouTube para acompanarla en el escenario mientras ella interpretaba la canción "Earth" de su álbum Ellipse. El ganador en cada presentación local era también invitado a hacer un pequeño concierto de 15 minutos de su propia creación. En el estudio, la grabación oficial para el álbum de la canción "Earth" fue hecha completamente de varias pistas de voz.
El mes de julio de 2011 vio a Imogen revelar un par de guantes musicales de alta tecnología, en desarrollo, en la conferencia TEDGlobal en Edimburgo, Escocia. Inspirada por el sistema VAMP desarrollado por Elly Jessop en el MIT’s media lab, Imogen se propuso desarrollar los guantes musicales en colaboración con Thomas Mitchell, un profesor en sistemas musicales de la Universidad del Este de Inglaterra (University of the West of England) en Bristol. Los guantes combinan sensores desarrollados por 5DT, y tecnologías x-io con micrófonos Shure.
Usando nada más que gestos con las manos, Imogen es actualmente hábil de amplificar/grabar/crear bucles de instrumentos acústicos y su voz, reproducir instrumentos virtuales y manipular estos sonidos en vivo. Imogen ha trabajado por muchos años en tener un set menos restrictivo que la deja ser más móvil al presentar en vivo varias de sus producciones musicales, canciones e improvisaciones espontáneas sin la necesidad de 'regresar a la base'. Los guantes permiten a la audiencia a instintivamente entender y conectarse con el proceso que está ocurriendo en el escenario - el 50% 'oculto' de su presentación. Esto es parte del proyecto de presentar un espectáculo audiovisual más grande. Imogen ha estado trabajando constantemente en el proyecto por un par de años con el fin de alcanzar una gira con los guantes en el 2013 al finalizar su cuarto álbum como solista.

## Filmografía
Después de haber hecho una gira de casi dos años seguidos con su álbum Speak for Yourself Imogen siguió viajando, esta vez solo con su laptop y videocámara en mano mientras empezaba su viaje de escritura para su próximo álbum. Nueve semanas después regresó al Reino Unido con los inicios del galardonado álbum Ellipse e imágenes (conforme a lo solicitado por un fan para filmar la realización del álbum) desde sus inicios. De regreso en Essex, Imogen buscó los talentos de su vieja amiga y cineasta Justine Pearsall para continuar documentando la creación del álbum. La película documentó cada momento de alegría, emoción, frustración e incluso la renovación de su casa de la infancia incluyendo la conversión de su antiguo cuarto de juegos en su nuevo estudio de grabación. Everything In-Between: The Story of Ellipse fue lanzado en noviembre de 2010.
El 5 de noviembre de 2010, en el Royal Albert Hall en Londres, Heap dirigió una orquesta (incluyendo familiares y amigos) mientras interpretaban una composición de Imogen Heap orquestrada por Andrew Skeet.

## Discografía

### Álbumes
| Álbum              | Fecha de lanzamiento                                                                                                | Discográfica                                                  | Formato              |
| ------------------ | --- | ------------------------------------------------------------- | -------------------- |
| iMegaphone         | 16 de junio de 1998 23 de enero del 2002 (Reimpresión en Japón) 14 de noviembre del 2006 (Reimpresión en USA)       | Almo Sounds (UK) Aozora Records (Japón) Universal Music (USA) | CD, Casete           |
| Speak for Yourself | 18 de julio de 2005 17 de abril de 2006 (Reimpresión en el Reino Unido) 21 de marzo del 2007 (Reimpresión en Japón) | Megaphonic Records RCA Victor (USA) White Rabbit (UK)         | CD, descarga musical |
| Ellipse            | 24 de agosto de 2009                                                                                                | Megaphonic Records RCA Victor                                 | CD, descarga musical |
| Sparks             | 18 de agosto de 2014                                                                                                | Megaphonic Records RCA Victor                                 | CD, descarga musical |

### Sencillos Impresos
| Nombre                                                                                            | Fecha de Lanzamiento                             | Discográfica                                                                     | Formato                          | Notas |
| ------------------------------------------------------------------------------------------------- | ------------------------------------------------ | -------------------------------------------------------------------------------- | -------------------------------- | --- |
| Getting Scared -Getting Scared -Miel -Getting Scared (Naked Funk Remix) -Not You Again            | 1997                                             | Almo Sounds Festival Records                                                     | CD                               | ----- |
| Shine (UK Promo) -Shine (Radio Edit) -Airplane -Wireless -Leave Me To Love                        | 1998                                             | Almo Sounds                                                                      | CD LP (Vinilo de 12")            | ----- |
| Come Here Boy -Come Here Boy -Feeling Strange -Mutual                                             | 1998                                             | Almo Sounds                                                                      | CD LP (Vinilo de 12")            | ----- |
| Breathe In (Frou Frou Single) -Breathe In (Radio Edit) -Close Up -Breathe In (Watkins Radio Edit) | Junio del 2002                                   | Island Records (UK)                                                              | CD Vinilo de 12"                 | Colaboración con Guy Sigsworth para el proyecto Frou Frou.                                                                                                 |
| Goodnight and Go -Goodnight and Go                                                                | 15 de diciembre de 2005                          | Megaphonic Records                                                               | Descarga musical                 | Sencillo prelanzado de descarga digital vendido antes de su aparición en el álbum 'The OC Mix 4'.                                                          |
| Hide and Seek -Hide and Seek                                                                      | 19 de mayo de 2005                               | Megaphonic Records                                                               | Descarga musical (Solo en USA)   | Sencillo prelanzado de descarga digital. Apareció en el episodio final de la segunda temporada de la serie de televisión The O. C..                        |
| Hide and Seek -Hide and Seek -Cumulus (Instrumental)                                              | 26 de septiembre de 2005                         | Megaphonic Records                                                               | Vinilo de 7" (Solo en UK)        | Lanzamiento en vinilo de 7 pulgadas, limitado para el Reino Unido. Solamente 1,500 copias fueron producidas.                                               |
| Goodnight and Go -Goodnight and Go (Radio Mix) -Speeding Cars                                     | 25 de abril de 2006 (USA) 8 de mayo de 2006 (UK) | Megaphonic Records (UK) White Rabbit (UK) Sony BMG (UK) RCA Victor (USA/CAN/MEX) | CD Vinilo de 7" Descarga musical | Lanzado en CD impreso, vinilo de 7" de edición limitada y descarga digital en el Reino Unido. Para los Estados Unidos solo disponible en descarga digital. |
| Headlock -Headlock (Immi's Radio Edit) -Mic Check                                                 | 16 de octubre de 2006                            | Megaphonic Records (UK) White Rabbit (UK) Sony BMG (UK) RCA Victor (USA/CAN/MEX) | CD Vinilo de 7" Descarga musical | Lanzado en CD impreso, vinilo de 7" de edición limitada y descarga digital en el Reino Unido.                                                              |
| Not Now But Soon                                                                                  | 2008                                             | Adrenaline Music                                                                 | CD Descarga musical              | Incluida en la banda sonora de Héroes |
| First Train Home                                                                                  | 10 de julio de 2009                              | Megaphonic Records                                                               | Descarga digital                 | Primer y único sencillo de su tercer álbum Ellipse. |
| Lifeline                                                                                          | 25 de marzo de 2011                              | Megaphonic Records                                                               | Descarga digital                 | Incluidos en el cuarto álbum de estudio Sparks |
| Propeller Seeds                                                                                   | 8 de julio de 2011                               | Megaphonic Records                                                               | Descarga digital                 | Incluidos en el cuarto álbum de estudio Sparks |
| Neglected Space                                                                                   | 21 de octubre de 2011                            | Megaphonic Records                                                               | Descarga digital                 | Incluidos en el cuarto álbum de estudio Sparks |
| Minds Without Fear                                                                                | 21 de octubre de 2011                            | Megaphonic Records                                                               | Descarga digital                 | Incluidos en el cuarto álbum de estudio Sparks |
| Xizi She Knows                                                                                    | 5 de febrero de 2012                             | Megaphonic Records                                                               | Descarga digital                 | Incluidos en el cuarto álbum de estudio Sparks |
| You Know Where to Find Me                                                                         | 2 de noviembre de 2012                           | Megaphonic Records                                                               | Descarga digital                 | Incluidos en el cuarto álbum de estudio Sparks |
| Telemiscommunications (con deadmau5)                                                              | 12 de marzo de 2013                              | Megaphonic Records                                                               | Descarga digital                 | Incluidos en el cuarto álbum de estudio Sparks |
| Run-Time                                                                                          | 24 de agosto de 2014                             | Megaphonic Records                                                               | Descarga digital                 | Incluidos en el cuarto álbum de estudio Sparks |
| Entanglement                                                                                      | 24 de agosto de 2014                             | Megaphonic Records                                                               | Descarga digital                 | Incluidos en el cuarto álbum de estudio Sparks |

 Tiny Human 2016

### Frou Frou
- Details (2002 • Island Records/MCA/Universal) (UK: #128)

- "Breathe In" (sencillo) (2002 • Island Records/Universal) (UK: #44)
- "It's Good to be in Love" (sencillo) (2002 • Island Records/Universal)
- "Must be Dreaming" (sencillo) (2002 • Island Records/Universal)
- "Let Go" (Sencillo Promocional)